# 5 november
5 november är den 309:e dagen på året i den gregorianska kalendern (310:e under skottår). Det återstår 56 dagar av året.

## Återkommande bemärkelsedagar

### Övrigt
- Guy Fawkes Night firas i Storbritannien till minne av krutkonspirationen 1605.

## Namnsdagar

### I den svenska almanackan
- Nuvarande – Eugen och Eugenia
- Föregående i bokstavsordning
  - Ebert – Namnet infördes på dagens datum 1986, men utgick 1993.
  - Egil – Namnet infördes på dagens datum 1986, men flyttades 1993 till 10 februari och utgick 2001.
  - Eugen – Namnet infördes på dagens datum 1828 och har funnits där sedan dess.
  - Eugenia – Namnet infördes 1812 på 10 februari. 1993 flyttades det till dagens datum och har funnits där sedan dess.
  - Malachias – Namnet fanns, till minne av en irländsk biskop från 1100-talet, på dagens datum före 1828, då det utgick.
- Föregående i kronologisk ordning
  - Före 1828 – Malachias
  - 1828–1900 – Eugen
  - 1901–1985 – Eugen
  - 1986–1992 – Eugen, Ebert och Egil
  - 1993–2000 – Eugen och Eugenia
  - Från 2001 – Eugen och Eugenia
- Källor
  - Brylla, Eva (red.). Namnlängdsboken. Gjøvik: Norstedts ordbok, 2000 ISBN 91-7227-204-X
  - af Klintberg, Bengt. Namnen i almanackan. Gjøvik: Norstedts ordbok, 2001 ISBN 91-7227-292-9

### Finlandssvenska almanackan
- Nuvarande från 2010[1] – Torhild, Magnhild, Magna
- I föregående revideringar[a][2]
  - 1929–1949 – Kuno
  - 1950–2009 – Torhild

## Händelser
- 1138 – Lý Anh Tông kröns till Vietnams kejsare vid två års ålder och inleder i och med det en 37-årig regeringstid.
- 1499 – Den bretonsk-fransk-latinska ordboken Catholicon ges ut. Den skrevs 1464 av Jehan Lagadeuc i Tréguier och utgör den första ordboken på både bretonska och franska.
- 1556 – Andra slaget vid Panipat äger rum mellan stormogulen Akbar den store och hans upproriske minister Hemu.
- 1605 – Krutkonspirationen, då parlamentet (Westminster Palace) skulle sprängas i luften; avslöjandet av konspiratören Guy Fawkes börjar firas i Storbritannien 1606, kallas Guy Fawkes Night.
- 1688 – Den engelsk-skotsk-irländske kungen Jakob II:s svärson Vilhelm III landstiger i Torbay i England, vilket inleder den ärorika revolutionen.[3]
- 1757 – I slaget vid Rossbach under sjuårskriget, besegrar Fredrik den store den dubbelt så stora fransk-österrikiska armén.
- 1768 – Fördraget i Fort Stanwix, som syftar till att justera gränsen mellan indianska och vita landområden, undertecknas.
- 1780 – Fransk-amerikanska trupper, under ledning av kavalleristen Augustin de La Balme, besegras av miamihövdingen Little Turtle.
- 1811 – Den salvadoranska prästen José Matías Delgado kallar till uppror mot det spanska styret genom att ringa La Merced-kyrkans klockor i San Salvador.
- 1828 – Grekiska frihetskriget: Frankrikes försök att återta Morea (nuvarande Peloponessos) lyckas, när de sista osmanska trupperna lämnar halvön.
- 1831 – Den amerikanska slaven och upprorsmannen Nat Turner döms till döden i Virginia.
- 1854 – Slaget vid Inkerman under Krimkriget, där brittiska ställningar anfalls av ryssarna, men dessa kastas tillbaka sedan franska trupper kommit till britternas undsättning.
- 1872 – Kvinnlig rösträtt i USA: Suffragetten Susan B. Anthony bryter mot lagen genom att rösta, varpå hon bötfälls.
- 1885 – Socialisternas marsch publiceras för första gången på svenska i tidningen Social-Demokraten.
- 1895 – George B. Selden beviljas USA:s första patent för en automobil.
- 1911 – Italien annekterar Tripoli och Cyrenaika, efter att ha förklarat krig mot osmanska riket den 29 september samma år.
- 1912 – Demokraten Woodrow Wilson vinner presidentvalet i USA och blir landets 28:e president. Han vinner över den sittande William Howard Taft.
- 1913 – Otto I av Bayern efterträds av kusinen Ludvig, som tillträder under titeln Ludvig III av Bayern.
- 1914 – Första världskriget: Frankrike och brittiska imperiet förklarar krig mot osmanska riket.
- 1916 – Kungariket Polen utropas av Tysklands och Österrike-Ungerns kejsare.
- 1917
  - Lenin uppmanar till oktoberrevolutionen.
  - Tichon utses till Moskvas samt till den rysk-ortodoxa kyrkans patriark.
- 1919 – Svenska Rädda Barnen grundas.
- 1925 – Den hemliga agenten Sidney Reilly, 1900-talets första "superspion", avrättas av Sovjetunionens hemliga polis OGPU.
- 1937 – Det så kallade Hossbachprotokollet undertecknas, i vilket Adolf Hitler förklarar sin avsikt att föra krig.
- 1940 – Franklin D. Roosevelt blir den första och enda amerikanska president att väljas för en tredje mandatperiod.
- 1943 – Andra världskriget: Vatikanstaten bombas.
- 1949 – Joe Jackson och Katherine Scruse gifter sig. Deras nio barn, äribland Michael och Janet, blir samtliga framgångsrika artister och musiker. Jacksonfamiljen får senare smeknamnet "First family of pop".
- 1955 –  Statsoperan i Wien öppnar på nytt efter att nästan helt förstörts under andra världskriget. Beethovens Fidelio blir första verk att framföras.
- 1968 – Republikanen Richard Nixon vinner presidentvalet i USA.
- 1990 – Rabbinen Meir Kahane, grundaren av den högerextrema rörelsen Kahane Chai, skjuts till döds efter att ha hållit ett tal på ett hotell i New York.
- 1991 – Kiichi Miyazawa blir Japans 78:e premiärminister.
- 1995 – Kanadas premiärminister Jean Chrétien utsätts för ett mordförsök.
- 2006 – Iraks före detta president Saddam Hussein döms tillsammans med sina medåtalade Barzan Ibrahim al-Tikriti och Awad Hamed al-Bandar till döden genom hängning för brott mot mänskligheten.
- 2007
  - Kinas första rymdsond, Chang'e 1, går in i månens omloppsbana.
  - Google presenterar sitt mobila operativsystem Android.
  - Salvatore Lo Piccolo, maffiabossen för Cosa Nostra, grips tillsammans med sin son.
- 2013 – Indien skjuter upp Mangalyaan, landets första interplanetära rymdfarkost.
- 2021 – Svenska popgruppen Abba ger ut albumet Voyage, deras första studioalbum på 40 år sedan The Visitors.
- 2024 – Donald Trump väljs till USA:s 47:e president.

## Födda
- 1569 – Nils Turesson Bielke, svenskt riksråd.
- 1642 – Nils Gyldenstolpe, svensk greve, ämbetsman och diplomat samt kanslipresident 1702–1709.
- 1715 – Felix av Nicosia, italienskt helgon.
- 1759 – Simon Snyder, amerikansk politiker.
- 1777 – Filippo Taglioni, italiensk balettdansör och koreograf.
- 1796 – Lewis F. Linn, amerikansk politiker, senator (Missouri) 1833–1843.
- 1851 – Charles Dupuy, fransk politiker, Frankrikes tillförordnade president 25–27 juni 1894, 16–17 januari 1895 och 16–18 februari 1899.
- 1854 – Paul Sabatier, fransk kemist, mottagare av Nobelpriset i kemi 1912.
- 1864 – Truman H. Newberry, amerikansk republikansk politiker och affärsman, marinminister 1908–1909, senator (Michigan) 1919–1922.
- 1866 – Erik Borgstedt, svensk violinist, violoncellist, sångare (bas) och dirigent.
- 1867 – Max Wilms, tysk läkare.
- 1869
  - Carl Hallendorff, svensk historiker och skolman.
  - Nicholas Longworth, amerikansk republikansk politiker, talman i USA:s representanthus 1925–1931.
- 1876 – Raymond Duchamp-Villon, fransk skulptör.
- 1883 – A. Filip Liljeholm, svensk språkforskare, lärare och medeltidshistoriker.
- 1905
  - Joel McCrea, amerikansk skådespelare.
  - Vernon W. Thomson, amerikansk republikansk politiker, guvernör i Wisconsin 1957–1959.
- 1907 – Allan Bohlin, svensk skådespelare.
- 1909 – Palle Brunius, svensk skådespelare.
- 1910 – Else Heiberg, norsk skådespelare.
- 1912 – Roy Rogers, amerikansk skådespelare.
- 1913 – Vivien Leigh, brittiskfödd skådespelare.
- 1923 – Rudolf Augstein, tysk tidningsutgivare, grundare av Der Spiegel.
- 1927 – Kenneth Waller, brittisk skådespelare.
- 1929 – Lennart Johansson, svensk före detta ordförande i Uefa och vice ordförande i Fifa.
- 1931 – Thomas R. Pickering, amerikansk diplomat, FN-ambassadör 1989–1992.
- 1935 – Lester Piggott, engelsk galoppjockey.
- 1937 – Harris Yulin, amerikansk skådespelare.
- 1940 – Elke Sommer, tysk skådespelare.
- 1941 – Art Garfunkel, amerikansk sångare och låtskrivare.
- 1942 – Ingrid Boström, svensk skådespelare.
- 1944 – Lil Terselius, svensk skådespelare.
- 1946
  - Caroline Jackson, brittisk EU-parlamentariker.
  - Gram Parsons, amerikansk countryartist.
- 1948 – William D. Phillips, amerikansk fysiker, mottagare av Nobelpriset i fysik 1997.
- 1950 – Thorbjørn Jagland, norsk politiker, statsminister 1996–1997.
- 1958 – Robert Patrick, amerikansk skådespelare.
- 1959 – Bryan Adams, kanadensisk låtskrivare/artist.
- 1960 – Tilda Swinton, brittisk skådespelare.
- 1962 – Per Graffman, svensk skådespelare.
- 1963
  - Tatum O'Neal, amerikansk skådespelare.
  - José Manuel Pérez, spansk motorcyklist.
- 1964 – Famke Janssen, nederländsk skådespelare och fotomodell.
- 1966 – Henrik Elmér, svensk ståuppkomiker.
- 1967 – Judy Reyes, amerikansk skådespelare.
- 1971 – Jonny Greenwood, brittisk musiker, gitarrist i Radiohead.
- 1973 – Alexej Jasjin, rysk ishockeyspelare.
- 1974 – Angela Gossow, tysk sångare i Arch Enemy.
- 1975 – Jenny Pettersson, Velvet, svensk sångare.
- 1984 – Tobias Enström, svensk ishockeyspelare.
- 1987 – Kevin Jonas, amerikansk artist, (medlem i Jonas Brothers).
- 1990 – Darko Brguljan, montenegrinsk vattenpolospelare.
- 1995 – Tehilla Blad, svensk skådespelare.

## Avlidna
- 1828 – Maria Fjodorovna, rysk kejsarinna.
- 1879 – James Clerk Maxwell, brittisk matematiker och fysiker.
- 1921 – Gustaf Fredriksson, svensk skådespelare och teaterchef.
- 1923 – Hilma Börjesson, svensk missionär och lärare.
- 1930 – Christiaan Eijkman, 72, nederländsk hygieniker och militärläkare, mottagare av Nobelpriset i fysiologi eller medicin 1929.
- 1936 – Nathan E. Kendall, amerikansk republikansk politiker, kongressledamot 1909–1913, guvernör i Iowa 1921–1925.
- 1944 – Alexis Carrel, 71, fransk fysiolog, mottagare av Nobelpriset i fysiologi eller medicin 1912.
- 1947 – Fritz Schumacher, tysk arkitekt och stadsplanerare.
- 1951 – Agrippina Vaganova, rysk ballerina och balettlärare.
- 1955 – Maurice Utrillo, fransk Montmartre-målare.
- 1960 – Mack Sennett, amerikansk stumfilmsregissör.
- 1963 – Luís Cernuda, spansk poet.
- 1975 – Edward Lawrie Tatum, 65, amerikansk genetiker, mottagare av Nobelpriset i fysiologi eller medicin 1958.
- 1977 – René Goscinny, fransk författare, Asterix' skapare.
- 1982 – Jacques Tati, fransk komiker, filmregissör och skådespelare.
- 1989 – Vladimir Horowitz, pianist.
- 1991 – Fred MacMurray, amerikansk skådespelare.
- 1996 – Arne Hendriksen, norsk-svensk operasångare.
- 1997 – Isaiah Berlin, brittisk filosof och politisk teoretiker.
- 2006 – Bülent Ecevit, 81, turkisk politiker och tidigare premiärminister.
- 2007 – Nils Liedholm, svensk fotbollsspelare, OS-guld 1948, medlem i det lag som tog VM-silver 1958.
- 2008 – Wille Toors, svensk dalaspelman.
- 2009 – Matti Oiling, 66, finländsk trumslagare.
- 2011 – Mario Roberto Álvarez, 97, argentinsk arkitekt.
- 2012 – Elliott Carter, 103, amerikansk kompositör.
- 2015 – George Barris, 89, amerikansk bilbyggare och designer.
- 2016 –  Marek Svatoš, 34, slovakisk ishockeyspelare.
- 2017 –  Lothar Thoms, 61, tysk (östtysk) bancyklist.
- 2018 –  Alexandru Vișinescu, 93, rumänsk officer.
- 2019 –  Ulf-Erik Slotte, 87, finländsk diplomat.
- 2020
  - Jim Ramstad, 74, amerikansk republikansk politiker, kongressledamot 1991–2009.
  - Geoffrey Palmer, 93, brittisk skådespelare.
- 2021 – Hans Olsson, 84, svensk tennisspelare och tränare, Davis Cup-kapten 1983–1988.
- 2022 – Aaron Carter, 34, amerikansk barnstjärna, sångare och skådespelare - bror till Nick Carter.[4]
- 2023
  - Evan Ellingson, 35, amerikansk skådespelare.
  - Christer G. Wennerholm, 70, svensk moderat politiker.